# Atlantsäckmossa
Atlantsäckmossa (Calypogeia arguta) är en levermossart som beskrevs av Christian Gottfried Daniel Nees von Esenbeck och Mont.. Atlantsäckmossa ingår i släktet säckmossor, och familjen Calypogeiaceae. Enligt den svenska rödlistan är arten nära hotad i Sverige. Arten förekommer i Götaland. Artens livsmiljö är våtmarker, skogslandskap.